# Bayrischer Traum
Bayrischer Traum ist eine Kletterroute an der Südwand der Schüsselkarspitze im Grenzgebiet zwischen Österreich und Deutschland. Sie gilt als einer der schönsten Anstiege im Wettersteingebirge und war eine der ersten Touren des Alpenraumes im Schwierigkeitsgrad „VIII“ UIAA.
Die Tour führt durch die plattige Wand zwischen Südostwand und direkter Südwand und verläuft ziemlich direkt in Falllinie des Pfeilerkopfes der Südostwand. Der Einstieg befindet sich bei einem markanten Kamin, links des Vorbaus der Südostwand. Die Wandhöhe bis zur Mündung in die Südostwand beträgt rund 280 m. Für die bis zu 11 Seillängen werden 4–6 Stunden beansprucht. Als Schlüsselstellen gelten eine selbst abzusichernde Piazschuppe und ein ansteigender Quergang. Der Abstieg erfolgt über den Westgrat (II, III) hinab zur Scharte vor dem Westgratturm und über Abseilstellen zum Wandfuß.
Josef Heinl und Albert Gilgenrainer eröffneten mit viel Materialaufwand, etlichen Bohrhaken und Fixseilen nach mehreren Tagen am 10. August 1980 die Route, welche von Kurt Albert im September ohne technische Hilfsmittel wiederholt wurde. Die vierte Begehung gelang 1981 Stefan Beulke. 1982 konnte als erste Frau Andrea Eisenhut die Route durchklettern. 2011 kletterte Hansjörg Auer den Bayrischen Traum innerhalb einer Stunde Free Solo.